# クォークスター
クォークスター（欧字名:Quark Star、2007年5月18日 - ）は、日本の競走馬。主な勝ち鞍に2010年のセントライト記念。
馬名の意味は、「超新星爆発を起した後に形成される天体」。

## 経歴

### 3歳（2010年）
2010年1月5日、中山競馬場第6Rの3歳新馬戦で柴田善臣を鞍上にデビュー戦に挑み、直線追い込むも同年に優駿牝馬を制す（アパパネとの同着）ことになるサンテミリオンの2着だった。その後2戦目の未勝利戦で初勝利を果たす。このあと初重賞挑戦となったきさらぎ賞に出走も7着だった。その後中山の500万下に出走し2着、1着した。その後間を開けてダービートライアルのプリンシパルステークスに出走し、2着に入ったがこの年からダービーへの優先出走権が勝ち馬だけにしか与えられなかったために惜しくもダービーへの出走は叶わなかった。その後ラジオNIKKEI賞はまたも2着となり、夏場休養に充てられた。そしてセントライト記念は逃げるヤマニンエルブをゴール前差しきり重賞初制覇を果たした。菊花賞では見せ場なく9着に敗れた。

### 4歳（2011年）
2011年は産経大阪杯から始動の予定だったが、態勢が整わず放牧。2012年の復帰に向け調整が進められていたが、脚元の不安を再発しそのまま引退が決定。2012年4月4日付で登録を抹消された。引退後は北海道札幌市のモモセライディングファームにて乗馬となり、2017年からは功労馬繋養展示事業の助成対象馬となっている。

## 競走成績
| 年月日 | 年月日 | 年月日 | 競馬場 | 競走名           | 格   | 頭数 | オッズ （人気） | オッズ （人気） | 着順 | 騎手           | 斤量 | 距離（馬場）  | タイム （上り3F） | タイム 差 | 勝ち馬/（2着馬）       |
| ------ | ------ | ------ | ------ | ---------------- | ---- | ---- | --------------- | --------------- | ---- | -------------- | ---- | ------------- | ----------------- | --------- | ---------------------- |
| 2010.  | 01.    | 05     | 中山   | 3歳新馬          |      | 14   | 04.8            | （3人）         | 2着  | 柴田善臣       | 56   | 芝2000m（良） | 2:06.3 (35.0)     | -0.2      | サンテミリオン         |
|        | 01.    | 17     | 中山   | 3歳未勝利        |      | 16   | 08.3            | （4人）         | 1着  | 柴田善臣       | 56   | 芝2000m（良） | 2:02.8 (35.8)     | -0.2      | （フェイルノート）     |
|        | 02.    | 14     | 京都   | きさらぎ賞       | GIII | 11   | 16.9            | （7人）         | 7着  | 柴田善臣       | 56   | 芝1800m（良） | 1:49.3 (35.9)     | -0.7      | ネオヴァンドーム       |
|        | 03.    | 14     | 中山   | 3歳500万下       |      | 13   | 05.0            | （3人）         | 2着  | 柴田善臣       | 56   | 芝2000m（良） | 2:02.0 (35.2)     | -0.3      | マルカボルト           |
|        | 03.    | 27     | 中山   | 3歳500万下       |      | 9    | 02.2            | （2人）         | 1着  | 柴田善臣       | 56   | 芝1800m（稍） | 1:50.7 (34.3)     | -0.1      | （バトルオブブリテン） |
|        | 05.    | 08     | 東京   | プリンシパルS    | OP   | 18   | 19.9            | （7人）         | 2着  | 戸崎圭太       | 56   | 芝2000m（良） | 1:59.8 (33.7)     | -0.7      | ルーラーシップ         |
|        | 07.    | 04     | 福島   | ラジオNIKKEI賞   | GIII | 16   | 06.1            | （2人）         | 2着  | C.ウィリアムズ | 55   | 芝1800m（良） | 1:47.3 (34.5)     | -0.0      | アロマカフェ           |
|        | 09.    | 19     | 中山   | セントライト記念 | GII  | 17   | 06.4            | （4人）         | 1着  | 藤岡佑介       | 56   | 芝2200m（良） | 2:10.9 (34.0)     | -0.0      | （ヤマニンエルブ）     |
|        | 10.    | 24     | 京都   | 菊花賞           | GI   | 18   | 11.4            | （4人）         | 9着  | 藤岡佑介       | 57   | 芝3000m（良） | 3:06.7 (33.5)     | -0.6      | ビッグウィーク         |

## 血統表
| クォークスターの血統サンデーサイレンス系 / クロス無し | クォークスターの血統サンデーサイレンス系 / クロス無し  | クォークスターの血統サンデーサイレンス系 / クロス無し | （血統表の出典）    | （血統表の出典） |
| 父 アグネスタキオン 1998 栗毛                         | 父の父*サンデーサイレンス Sunday Silence 1986 青鹿毛   | Halo                                                  | Hail to Reason      | Hail to Reason   |
| 父 アグネスタキオン 1998 栗毛                         | 父の父*サンデーサイレンス Sunday Silence 1986 青鹿毛   | Halo                                                  | Cosmah              |                  |
| 父 アグネスタキオン 1998 栗毛                         | 父の父*サンデーサイレンス Sunday Silence 1986 青鹿毛   | Wishing Well                                          | Understanding       | Understanding    |
| 父 アグネスタキオン 1998 栗毛                         | 父の父*サンデーサイレンス Sunday Silence 1986 青鹿毛   | Wishing Well                                          | Mountain Flower     |                  |
| 父 アグネスタキオン 1998 栗毛                         | 父の母アグネスフローラ 1987 鹿毛                       | *ロイヤルスキー                                       | Raja Baba           | Raja Baba        |
| 父 アグネスタキオン 1998 栗毛                         | 父の母アグネスフローラ 1987 鹿毛                       | *ロイヤルスキー                                       | Coz o'Nijinsky      |                  |
| 父 アグネスタキオン 1998 栗毛                         | 父の母アグネスフローラ 1987 鹿毛                       | アグネスレディー                                      | *リマンド           | *リマンド        |
| 父 アグネスタキオン 1998 栗毛                         | 父の母アグネスフローラ 1987 鹿毛                       | アグネスレディー                                      | イコマエイカン      |                  |
| 母 フェスタデルドンナ 1994 栗毛                       | 母の父*ヘクタープロテクター Hector Protector 1980 栗毛 | Woodman                                               | Mr. Prospector      | Mr. Prospector   |
| 母 フェスタデルドンナ 1994 栗毛                       | 母の父*ヘクタープロテクター Hector Protector 1980 栗毛 | Woodman                                               | *プレイメイト       |                  |
| 母 フェスタデルドンナ 1994 栗毛                       | 母の父*ヘクタープロテクター Hector Protector 1980 栗毛 | Korveya                                               | Riverman            | Riverman         |
| 母 フェスタデルドンナ 1994 栗毛                       | 母の父*ヘクタープロテクター Hector Protector 1980 栗毛 | Korveya                                               | Konafa              |                  |
| 母 フェスタデルドンナ 1994 栗毛                       | 母の母スカーレットブルー 1982 栗毛                     | *ノーザンテースト                                     | Northern Dancer     | Northern Dancer  |
| 母 フェスタデルドンナ 1994 栗毛                       | 母の母スカーレットブルー 1982 栗毛                     | *ノーザンテースト                                     | Lady Victoria       |                  |
| 母 フェスタデルドンナ 1994 栗毛                       | 母の母スカーレットブルー 1982 栗毛                     | *スカーレットインク                                   | Crimson Satan       | Crimson Satan    |
| 母 フェスタデルドンナ 1994 栗毛                       | 母の母スカーレットブルー 1982 栗毛                     | *スカーレットインク                                   | Consentida F-No.4-d |                  |

- 母系はスカーレット一族である。
  - 母の妹に桜花賞2着のブルーリッジリバー。姉の仔にダート交流重賞勝ち馬のトーセンジョウオーがいる。
  - 祖母の妹に報知杯4歳牝馬特別勝ち馬のスカーレットリボン。同じく妹にスカーレットブーケとその仔であるダイワルージュ、ダイワメジャー、ダイワスカーレット。同じく妹にスカーレットレディとその仔であるダート交流重賞勝ち馬のサカラート、ヴァーミリアン、キングスエンブレム兄弟がいる。